# Batak Point

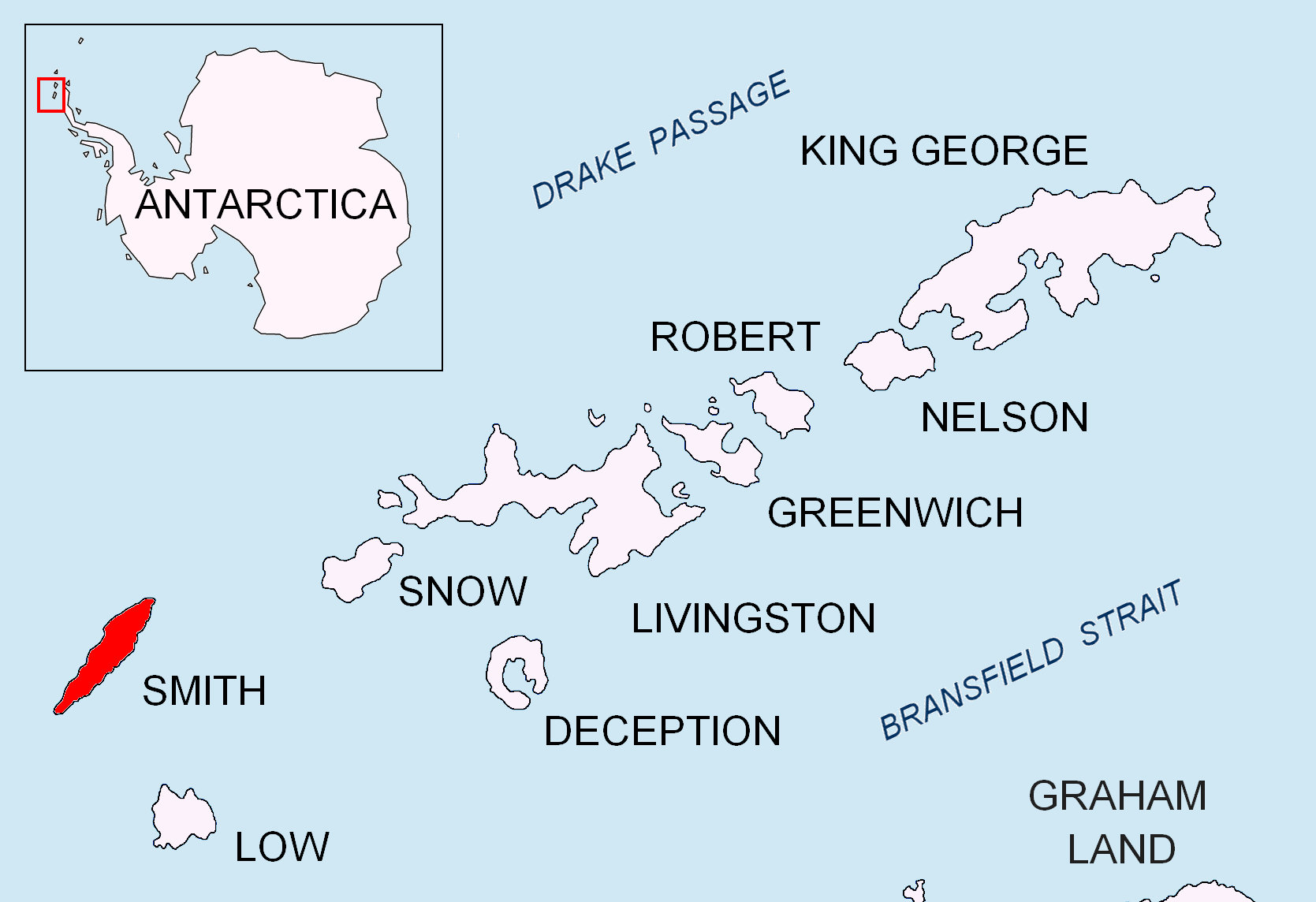
Localizzazione dell'Isola Smith, nelle Isole Shetland Meridionali.

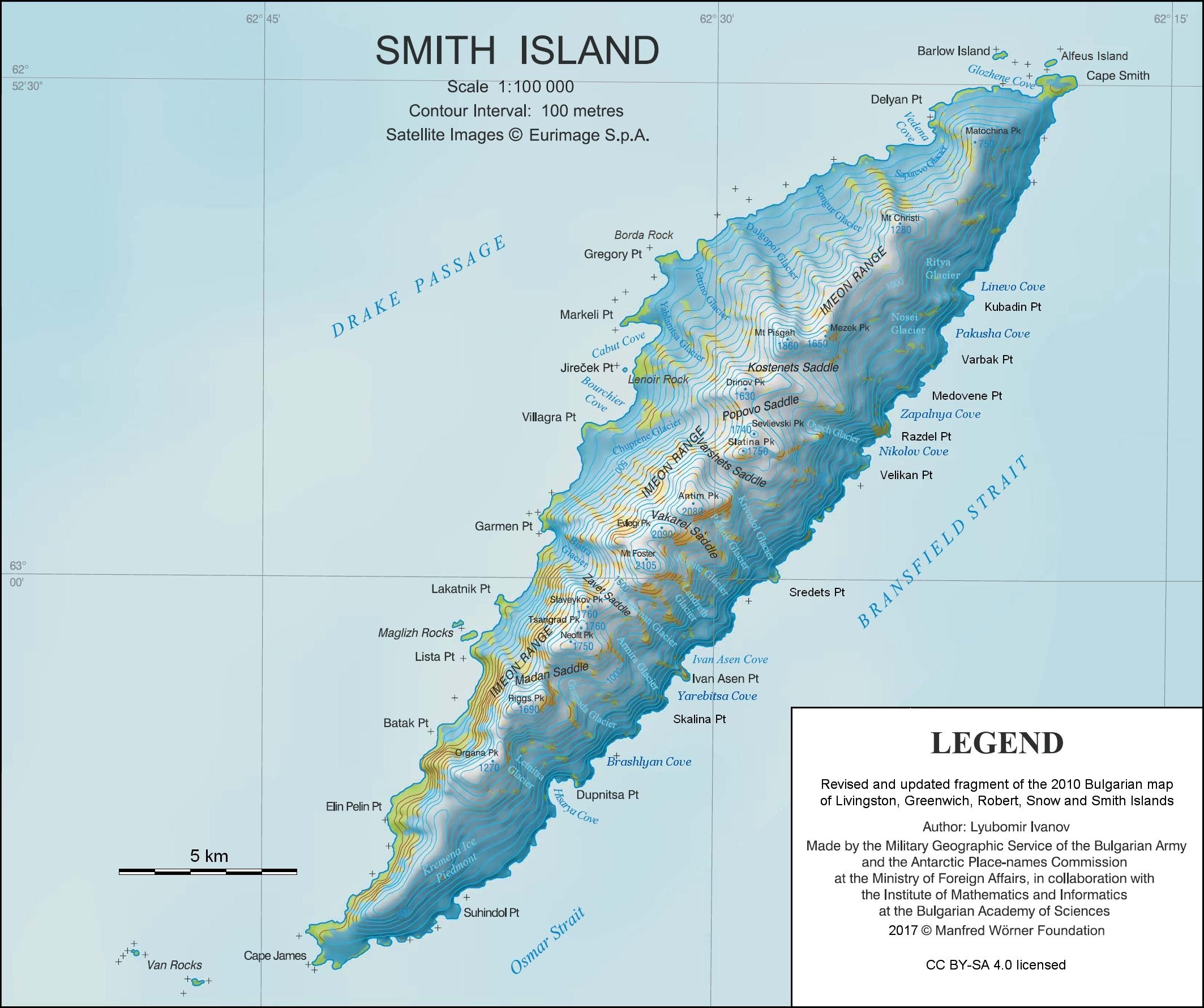
Mappa topografica dell'Isola Smith. Batak Point si trova nella parte inferiore dell'immagine, nella costa sudoccidentale dell'isola.

Batak Point, (in lingua bulgara: нос Батак, Nos Batak ) è una punta o capo roccioso situato sulla costa nordoccidentale dell'Isola Smith, nelle Isole Shetland Meridionali, in Antartide.

## Localizzazione
La Batak Point è localizzata alle coordinate 63°02′30.2″S 62°39′26″W; è situata 7 km a nord-nordest di Capo James, a 2,5 km a sud-sudovest di Lista Point e 1,7 km a nordest di Organa Peak.
Mappatura bulgara nel 2009.

## Denominazione
La denominazione è stata assegnata dalla Commissione bulgara per i toponimi antartici in riferimento alla città di Batak, situata nella parte meridionale della Bulgaria.

## Mappe
- Chart of South Shetland including Coronation Island, &c. from the exploration of the sloop Dove in the years 1821 and 1822 by George Powell Commander of the same. Scale ca. 1:200000. London: Laurie, 1822.
- L.L. Ivanov. Antarctica: Livingston Island and Greenwich, Robert, Snow and Smith Islands. Scale 1:120000 topographic map. Troyan: Manfred Wörner Foundation, 2010. ISBN 978-954-92032-9-5 (First edition 2009. ISBN 978-954-92032-6-4)
- South Shetland Islands: Smith and Low Islands. Scale 1:150000 topographic map No. 13677. British Antarctic Survey, 2009.
- Antarctic Digital Database (ADD). Scale 1:250000 topographic map of Antarctica. Scientific Committee on Antarctic Research (SCAR). Since 1993, regularly upgraded and updated.
- L.L. Ivanov. Antarctica: Livingston Island and Smith Island. Scale 1:100000 topographic map. Manfred Wörner Foundation, 2017. ISBN 978-619-90008-3-0